# 馬場裕之
馬場 裕之（ばば ひろゆき、1979年〈昭和54年〉3月22日 - ）は、日本のお笑いタレント、俳優、声優、YouTuber、料理人。お笑いトリオ・ロバートのメンバー。吉本興業所属。

## 人物
身長181cm、体重68kg、血液型A型。通称、「馬場ちゃん」。俳優・ナレーターの内藤武敏は母方の遠戚。
福岡県北九州市門司区出身。秋山竜次とは幼稚園から高校までの同級生である。福岡県立門司北高等学校卒業。1998年にロバート結成。本人はお笑いに興味がなく、先に上京した秋山に強くすすめられ、吉本総合芸能学院（NSC）に入学した。
公式プロフィールで、趣味はツーリング、バドミントン、修理、美容、特技は料理、掃除。
当初は緑色の髪をしていたが、2008年3月19日放送の『はねるのトびら』（フジテレビ）の卒業式企画を機に、緑色の髪ではなくなり、それ以降は眼鏡をかけることもある。深夜時代では、その風貌からか所謂ヤンキー的なキャラクターを(「馬場さん」「DV　〜ドメスティックバイオレンス〜」などのコント内で)演じることが多かった。
料理好きとしても有名であり、ベーコンなどの燻製を作る機械を自宅に所有したり、味噌を自作している。料理本を幾つか出版している他、2020年にはYouTubeにてチャンネルを開設し、料理動画を公開している。
また、『プレバト!!』では(料理の)盛り付け査定で名人初級に認定されている。
『クイズプレゼンバラエティー Qさま!!』（テレビ朝日）において、日本漢字能力検定3級を2度目の挑戦で取得。
2014年7月7日からファッションアプリのWEARを開始し、80万人以上のフォロワーがいる。
2022年9月17日、沖縄県宮古島に飲食店「宮古冷麺」をオープンした。
2023年1月13日、自身のYouTubeチャンネルの登録者数が100万人に到達したことを動画で報告した。

## 出演

### テレビ番組
- ヤッホー!（2016年12月3日 - 2022年3月12日、山陰中央テレビ） - MC
- OH!バンデス（2017年4月7日 - 、ミヤギテレビ） - 料理コーナー「お食事処 馬場ちゃん」担当
  - 自身初のテレビ番組レギュラー料理コーナーとなる。
- ごちそうマエストロ（2017年4月15日 - 2024年3月31日、TVQ九州放送）
- 家事ヤロウ!!!（テレビ朝日） - 不定期出演
- プレバト!!（MBSテレビ） - 不定期出演（盛り付け・名人初段、炒飯・特待生5級、煮物・特待生5級）
- NHK高校講座 家庭総合（2017年 - 、NHK Eテレ）
- ラヴィット!（2021年3月29日 - 、TBS）- 月曜レギュラー
- 数字で開運！ご利益チャージツアーin島根（2021年12月26日、山陰中央テレビ）
- SOUP（スープ）（2022年4月9日 - 、山陰中央テレビ） - MC[4]
  - 番組コーナー「馬場料理研究所」 - TVer及びFODプレミアムでは独立の料理番組として配信[5]。
- 走る別荘!車中泊の旅（2023年4月 - 、BS-TBS）

### テレビドラマ
- 晩酌の流儀（2022年7月1日 - 、テレビ東京）- 牛場 役（料理監修も担当）[6]
  - 晩酌の流儀 年末スペシャル 〜一年の最後に、最高の一杯を〜（2022年12月31日、テレビ東京）[7]
  - 晩酌の流儀2（2023年7月8日 - 9月23日、テレビ東京）[8]
  - 晩酌の流儀3（2024年6月29日 - 9月21日、テレビ東京）[9]
  - 晩酌の流儀4 〜夏編〜（2025年6月28日 - 、テレビ東京）[10]
- ラストマン-全盲の捜査官- 第5話（2023年5月21日、TBS） - 本人 役[11]
- 連続テレビ小説 おむすび 最終回（2025年3月28日、NHK） - 井出康介 役

### 広告
- サントリー「トリス〈クラシック〉」（2017年2月） - ※吉高由里子と共演[12]
- タカラスタンダード「来て、見て、納得！」編 （2021年10月） - 土屋太鳳と共演